# Хассель, Кай-Уве фон
Кай-Уве фон Хассель (нем. Kai-Uwe von Hassel; 21 апреля 1913, Гаре, область Танга, Германская Восточная Африка — 8 мая 1997, Ахен, Германия) — немецкий государственный деятель, член Христианско-демократического союза, министр обороны ФРГ (1963—1966).

## Биография
Его дед генерал-лейтенант Фридрих Хассель (1833—1890) в 1887 году получил прусский дворянский титул. Его отец Теодор фон Хассель (1868—1935) был капитаном германской армии в немецкой Восточной Африке, а после выхода в отставку стал землевладельцем. В 1919 году его после передачи Танганьики под британский мандат его семья была выслана и переехала в Глюксбург.
Завершив в 1933 году во Фленсбурге образование в сфере экономики и сельского хозяйства, Хассель в 1935 году вернулся в Танганьику, где занимался торговлей растениями. С сентября 1939 по февраль 1940 года был интернирован в Дар-эс-Салам и депортирован в Германию. С 1940 года в составе вермахта он участвовал во Второй мировой войне. В 1943—1945 гг. работал в звании лейтенанта в качестве переводчика в абвере, затем попал в плен и был освобожден в сентябре 1945 года. Во время Второй мировой войны он был награждён Железным крестом II класса. До 1947 г. работал чиновником в районе Фленсбург.

### Партийная и парламентская деятельность
С 1946 года являлся членом ХДС. В 1950 году Хассель стал вице-председателем, а в 1955—1964 годах являлся председателем земельного отделения ХДС в Шлезвиг-Гольштейне, затем до 1975 года — вновь заместителем председателя отделения. В 1956—1969 годах являлся также заместителем председателя ХДС Германии. В 1973—1981 годах — президент Европейского союза христианских демократов. В 1968 году инициировал создание в ХДС фонда Германа Элерса, председателем которого являлся в течение многих лет.
- 1947—1963 гг. — член городского совета Глюксбурга,
- 1948—1955 гг. — одновременно член совету района Фленсбург,
- 1950—1965 гг. — член ландтага земли Шлезвиг-Гольштейн.

В 1953—1954 и в 1965—1980 гг. — депутат бундестага ФРГ. В 1969—1972 гг. — президент бундестага. Затем — вице-президент бундестага.
В 1977 г. в течение одного года занимал пост вице-президента Парламентской ассамблеи Совета Европы, с 1977 по 1980 гг. являлся президентом Ассамблеи Западноевропейского союза. В 1979—1984 гг. — депутат Европарламента.

### Работа в исполнительной власти
Занимал ряд ведущих должностей в земле Шлезвиг-Гольштейн:
- 1947—1950 гг. — бургомистр Глюксберга,
- 1951—1954 гг. — статс-секретарь министерства внутренних дел,
- 1954—1963 гг. — премьер-министр земли Шлезвиг-Гольштейн, в 1955—1956 гг. — одновременно возглавлял земельный ландтаг,
- август-ноябрь 1955 гг. — министр внутренних дел,
- 1962—1963 гг. — министр юстиции.

После вынужденной отставки Франца Йозефа Штрауса с поста министра обороны в связи со скандалом вокруг «аферы Шпигеля» (Spiegel-Affäre), в январе 1963 г. его преемником на этом посту в федеральном правительстве ФРГ был назначен фон Хассель.
В 1966—1969 гг. — министр по делам беженцев, переселенцев и пострадавших от войны.

## Награды и звания
В сентябре 1956 г. был награждён Большим крестом ордена За заслуги перед Федеративной Республикой Германия и Большим Крестом ордена За заслуги перед Итальянской Республикой.
В феврале 1997 г. папа римский Иоанн Павел II возвел его в Командоры ордена Святого Сильвестра.
Фонд Кая-Уве фон Хасселя был основан Моникой фон Хассель. Он поддерживает студентов музыкальной школы хора Регенсбургского собора.